# Planta anual

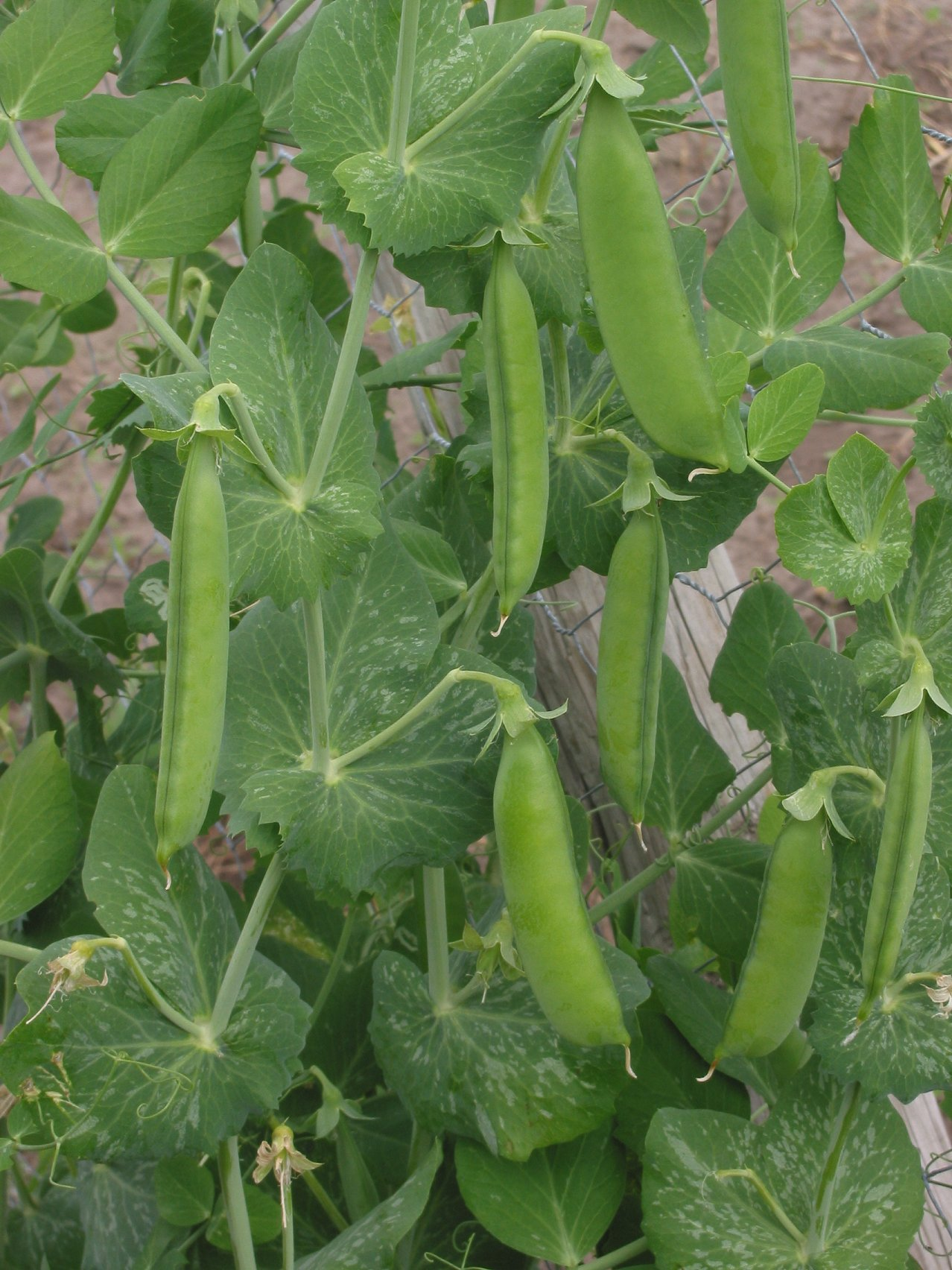
El guisante es una planta anual.

Botánicamente, una planta anual es un vegetal que germina, florece y sucumbe en el curso de un año. Las verdaderas anuales solo perviven año a año por sus semillas. Algunas especies sin semillas pueden seguir considerándose anuales aunque finalmente no florezcan.
En jardinería se consideran anuales las plantas que crecen en el exterior en primavera y verano y sobreviven solo una estación de crecimiento. 
Muchas plantas alimenticias son anuales, o se cultivan como tales, entre ellas la mayoría de los cereales domesticados. Algunas perennes y bienales se cultivan como anuales por conveniencia, particularmente si son poco resistentes al clima local. Zanahoria, apio y perejil son bienales verdaderas que se cultivan como anuales por sus raíces comestibles, pecíolos u hojas, respectivamente. El tomate, la batata y el pimiento son perennes delicadas que se suelen cultivar como anuales.
Las anuales ornamentales se llaman plantas de cama y se usan mucho en jardines para dar llamaradas de color, por tender a una estación de floración más larga que las herbáceas perennes. Algunas perennes que crecen como anuales son impatiens, begonia, Antirrhinum, Pelargonium, Solenostemon y petunia. Algunas bienales que se comportan como anuales son la violeta y la rosa trémula Alcea rosea.
El ciclo vital de una anual puede desarrollarse en menos de un mes en algunas especies, y en muchos meses en otras. El nabo (Brassica rapa) lo hace en cinco semanas bajo lámparas fluorescentes en laboratorio. Muchas anuales de desierto son llamadas efímeras debido a su ciclo de multiplicación en pocas semanas. Y gastan mucha energía en sobrevivir a la condición seca. 
Ejemplos de anuales verdaderas: maíz, lechuga, haba, coliflor, melón, guisante, cinia, caléndula, arveja.

## Anuales de verano
Las anuales de verano crecen, florecen y mueren durante los meses más calurosos del año. Un ejemplo es la digitaria, una maleza anual del césped.

## Anuales de invierno
Las anuales de invierno germinan en otoño o invierno, viven durante el invierno y florecen en invierno o primavera . Las plantas crecen y florecen durante la estación fría, cuando la mayoría de las plantas están en reposo vegetativo y otras anuales están en semillas esperando el tiempo cálido para germinar. Las anuales de invierno mueren después de florecer y dejan semillas, y éstas esperan para germinan hasta que la temperatura del suelo sea fresca nuevamente en otoño o invierno. Las anuales de invierno suelen crecer a ras del suelo, donde quedan más protegidas en las noches muy frías, y aprovechan los breves períodos templados del invierno para crecer cuando se funde la nieve. 
Lamiun, Stellaria y Barbarea son anuales de invierno. Estas son importantes ecológicamente, por dar cobertura vegetativa y prevenir la erosión del suelo durante el invierno y comienzos de primavera, cuando no hay otra cubierta, y proporcionan vegetación verde a animales y aves que se alimentan de ellas.
Aunque los jardineros las suelen ver como malezas, esto no es del todo correcto, ya que muchas de ellas mueren cuando la temperatura del suelo se entibia nuevamente en primavera, mientras que otras plantas siguen en reposo vegetativo y aún no tienen hojas. Aun cuando no compiten directamente con plantas cultivadas, a veces se las considera una plaga en la agricultura comercial, debido a que pueden hospedar plagas de insectos o enfermedades fúngicas (Microbotryum sp) que luego atacarán los cultivos. Irónicamente, la protección que brindan contra la erosión del suelo también puede resultar un problema para la agricultura comercial.